# Jizu Shan
Jizu Shan är ett berg i Kina. Det ligger i provinsen Yunnan, i den sydvästra delen av landet, omkring 250 kilometer nordväst om provinshuvudstaden Kunming. Toppen på Jizu Shan är 3 240 meter över havet.
Runt Jizu Shan är det ganska tätbefolkat, med 129 invånare per kvadratkilometer. I omgivningarna runt Jizu Shan växer i huvudsak blandskog.
Genomsnittlig årsnederbörd är 1 120 millimeter. Den regnigaste månaden är juli, med i genomsnitt 226 mm nederbörd, och den torraste är april, med 22 mm nederbörd.